# بدریه، سوریه
بدریه (به عربی: البدریة) یک روستا در سوریه است که در ناحیه مرکزی اریحا واقع شده‌است. بدریه ۸۴ نفر جمعیت دارد.